# 堤町 (青森市)
堤町（つつみまち）は青森県青森市の地名。現在は一丁目と二丁目がある。2017年5月1日現在の人口は1,618人。郵便番号030-0812。藩政時代以来「堤町」という地名は存在するが、住居表示実施前後でその範囲は異なる。（詳細は、「歴史」の項目を参照。）

## 地理
現在の堤町は、青森市中心市街地の東寄り、堤川の西岸から平和公園通りまでの国道4号をはさむように存在する街区である。
北は青柳、東は栄町、南は松原、西は橋本に接する。
おおむね、１丁目は商店が多く、２丁目は商店が入り交じる住宅地である。

### 商店街
かつてこの地域は市内有数の商業地であり、銀行支店が複数立地していたが、近年それらはすべて周辺の他の店舗に統廃合された。
- 堤橋商店街 – 国道4号沿いに立地している。かつてはアーケードがあったが、一部を除き、2007年3月に撤去された。
- 堤町商店街 – 堤川沿いの道路の西側に立地しており、北側の青柳にまで及ぶ。こちらもアーケードがかつては存在したが、現在はごく一部を除き、撤去されている。

## 交通

### バス停
「堤橋」のバス停が、国道4号沿いに2ヶ所、青森県道27号青森浪岡線沿いに1ヶ所の合計3ヶ所設けられている。後者は、筒井方面に向かう便のみが停車する。その他の路線は、国道4号沿いのバス停に停車する。いずれも上屋がかけられている。
かつて、ここは鉄道省営バス十和田線、後に国鉄バス十和田北線、および青森市営バスの中筒井線等、南方に向かう路線が分岐する要所であった。以前はここを発着点とするバス系統もあったので、市営バス・国鉄バスとも乗車券販売所を設けていたが、現在はいずれも廃止されている。

### おもな道路
- 都市計画道路 ３・３・２ 青森駅前通り合浦線 – 新町通り（青森県道16号青森停車場線の大部分）からまっすぐ東に伸び、青森市立合浦小学校前まで続く。一丁目の北端を通り、その北東隅にはうとう橋があり、堤川を渡る。地内の沿道には、小さな商店等が建ち並ぶ。西端はホテル青森である。
- 国道4号 – 一丁目と二丁目の間を通る。この地区の東端には堤橋があり、青森市の中心部と東部をつなぐ。
- １号遊歩道 – 栄町2丁目から中央3丁目までの歩行者・自転車専用の道路。堤町一丁目の南端を通る。花園一丁目との間に松園橋があり、堤川を渡る。かつては、国鉄東北本線の敷地であり、おおよそ松園橋の位置に堤川鉄橋が架けられていた。
- 青森県道27号青森浪岡線 – 一丁目・二丁目の東端である堤橋交差点から南に伸びる。通称「松原通り」。筒井・浜田方面につながる。かつては、国鉄バス十和田北線の経路であったが、1970年（昭和45年）から八甲田大橋を経由に変更された。現在でも、便数はかなり少なくなったが、JRバス東北横内線が通過する。
- 都市計画道路 ３・４・３ 蜆貝八重田線 – この地区の西端を通る。この部分は「平和公園通り」と呼ばれる。

## 歴史
この地区には、「堤ヶ浦（つつみがうら）」「包之宿（「つつみのしゅく」。弘前藩の官撰史書『津軽一統志』所収の「津軽郡中名字」にある。）」と呼ばれた中世の港町・宿場町が存在したとも考えられている。
江戸時代となり、津軽信枚がこの地区の近隣に青森の港町を造った。寛文年間に入り、この地区も青森の港町に包摂され、「堤川端町」が立てられた。現在の堤町1丁目および青柳１・２丁目のうち、堤川の川岸近くの区域がそれに相当する。
また、青森の港町内の「堤町」あるいは「堤川端町」とは別に、「堤村」という村も明治初年まで存在した。
1626年（寛永3年）、現在のうとう橋付近の堤川に大橋が架けられた、と言われているが、江戸時代中頃（天和・貞享年間）までの絵図等では、橋ではなく、渡し船で対岸とをつないでいる。天明年間には橋が架けられていた様子である。但し、災害でしばしば流され、掛け替えられていた。

### 年表
- 1671年(寛文11年) - 青森に「堤川端町」が立てられた。
- 1876年（明治9年）- 明治天皇東北巡幸に先立ち、堤橋から栄町を経由して造道まで伸びる街道が造られた。これに伴い、現在の合浦公園を経由する旧道は廃道となる。
- 1968年(昭和43年) – 青森市中部地区の住居表示実施により、旧「堤町」の北部は青柳２丁目の一部に組み込まれ、残りは松森町と大字浦町字野脇の一部とともに堤町１丁目となる。同時に、浦町字野脇の一部が堤町２丁目となる。これにより、堤町の範囲が、堤川西岸の川沿いだけではなく、平和公園通り東側まで広がった。

## 施設
- 青森警察署堤町交番 – 堤橋北西たもとにある。
- エフエム青森
- 青森中央郵便局
  - ゆうちょ銀行青森店（仙台支店青森出張所）
  - かんぽ生命保険青森支店
- 青森市文化会館
- ホテル青森

## その他
毎年夏には堤夜店祭りが行われている。青森ねぶた祭りは堤町の西端の他の地区との境界道路で見ることが出来る。